# 梁希賢
梁希賢（1898－1941年），中華民國軍人，官至少將，於中日戰爭期間陣亡的中國軍方高級將領之一。

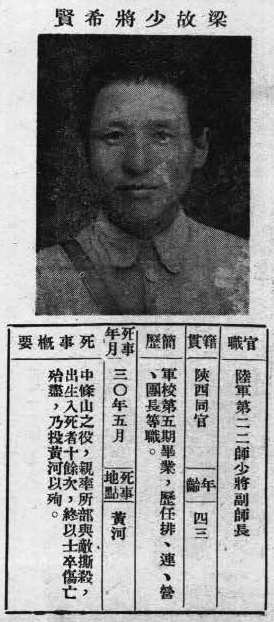
《抗戰軍人忠烈錄》（第一輯）中的梁希賢烈士遺像

## 生平
梁希賢為胡宗南部，擔任新編27師副師長，駐守山西中條山附近。並於1938年－1940年間，於中條山與日軍展開數十次中小型戰役。
1941年，日蘇和約簽訂後，日軍軍隊展開另一波對中國攻擊。梁希賢於同年5月9日的大型戰役中，陣亡於台砦。